# Мурина (род)
Мурина (Muraena) је род из породице мурине, укључује 12 врста које изгледом подсећају на змије. Присутне су у тропским и суптропским морима, једна од њих, мурина (Muraena helena), живи у Јадранском мору. 

## Опис
Нема крљушти као ни њен рођак угор, а леђна, анална и репна пераја срасла су у један набор који иде дуж тела. Грудних и трубшних пераја уопште нема. Кожа многих врста мурине је прекривена ситним пегама, шарена и јарких боја. Мурина је дању скривена у пукотинама подводних стена одакле јој вири само глава. Непрестано отворене раље пуне оштрих зуба делују застрашујуће. Зубе нема само у чељустима, него и на непцу и у костима ждрела!
Неки од тропских представника рода Muraena прелазе дужину од 150 cm, али је већина врста, укључујући и мурину нешто мања. Мурину (Muraena helena) су стари Римљани сматрали деликатесом, и чували су је у великим барама и акваријумима. Није ограничена на обале јужне Европе, већ је присутна и у Индијском океану, није неуобичајена ни на обалама Аустралије. Тело јој је смеђе боје, прошарано жућкастим пегама, које опет у себи садрже мање смеђе пеге.

## Врсте
- Muraena appendiculata
- Muraena argus
- Muraena augusti
- Muraena australiae
- Muraena clepsydra
- Muraena helena
- Muraena lentiginosa
- Muraena melanotis
- Muraena pavonina
- Muraena retifera
- Muraena robusta